# P903iTV
FOMA P903iTV（フォーマ・ピー きゅう まる さん アイティブイ）は、パナソニック モバイルコミュニケーションズによって開発された、NTTドコモの第三世代携帯電話 (FOMA) 端末製品である。

## 概要
フォルムはP901iTVを引き継いだ画面を90°傾けることが出来る回転二軸ヒンジである。受信性能や画質にこだわったワンセグ対応機。メインディスプレイは2.8インチWQVGA(240×400ドット)を採用している。SD-Audio対応AAC/AAC+SBRに対応し、FOMA最長クラスの約75時間再生する事が出来る。
P902iSに引き続きBluetoothにも対応。
搭載されるカメラはP903iと同等のオートフォーカス320万画素νMaicovicon。テレビ電話用のサブカメラはCMOS約11万画素。外部メモリーカードは新しくmicroSDメモリーカードに対応。
なお、前機種P901iTVとは違い地上アナログ放送は視聴できない。
この端末のボタンは黄緑色に光る。
iアプリは「Gガイド番組表リモコン」等を搭載している。
FOMA 903i シリーズ共通の機能の中では、着うたフル、メガiアプリ、iC通信に対応。3Gローミング、GPS、きせかえツールやiC認証には対応していない。
| 主な対応サービス           | 主な対応サービス                    | 主な対応サービス         | 主な対応サービス                                |
| -------------------------- | ----------------------------------- | ------------------------ | ----------------------------------------------- |
| DCMX／おサイフケータイ     | うた・ホーダイ                      | 着うたフル／着うた       | デジタルオーディオプレーヤー(AAC)(SDオーディオ) |
| 直感ゲーム／メガiアプリ    | Music&Videoチャネル／ビデオクリップ | 3Gローミング             | プッシュトーク                                  |
| FOMAハイスピード           | GPS／ケータイお探し                 | デコメール／デコメ絵文字 | iチャネル                                       |
| 着もじ                     | テレビ電話／キャラ電                | 電話帳お預かりサービス   | フルブラウザ                                    |
| おまかせロック／バイオ認証 | 外部メモリー／iモードコンテンツ移行 | トルカ                   | iC通信／iCお引越しサービス                      |
| きせかえツール／マチキャラ | バーコードリーダ／名刺リーダ        | 2in1                     | エリアメール                                    |

### ワンセグ機能
- キャリアダイバーにより業界トップクラスの受信感度を実現。
- 同社薄型テレビ「VIERA」に搭載されている高画質技術「モバイルPEAKSプロセッサー」により画質の向上。(ただしVIERAケータイとは名付けられていない)
- 記憶色補正
- デジタルノイズリダクション
- ダイバーシティアンテナ搭載
- オートディマー
- マルチタスク
- EPG（Gガイドモバイルアプリ）
- 予約録画
- 外部メモリ（microSD）への録画
- 外部映像出力
- Bluetoothによる音声ワイヤレス出力
- 字幕放送
- 連続視聴時間 - 約7時間（＊ECOモード設定時。また業界最長の視聴時間。ECOモード使用時は、前モデルのP901iTV程度の画質となる）
- 付属するSD-MobileImpactという音楽/映像総合管理ソフトウェアで外部メモリー(microSD)に録画したワンセグの番組をパソコンで再生、パソコンに保存可能。　＊同じSDオーディオアプリケーションSD-Jukeboxをワンセグ動画(SD-VideoのISDB-T VideoProfile規格の動画)に対応したもの,編集機能(部分カットやタイトル編集などの機能)は無い。単なる再生機能だけでそれ以外はSD-Jukebox Ver6と共通。
- FOMAカード(UIM)が無い状態ではワンセグ視聴不可。またドコモとの契約を解約したり、サービスを休止すると前記と同じようになる。＊D903iTV/AQUOSケータイSH903iTV/SO903iTVそれ以降発売するワンセグ機種も同様になる。しかし2008年冬モデルのP-01A等からはFOMAカード無しで視聴が可能となった。（データ放送サイトは利用不可）

## 不具合
- ワンセグの録画予約編集画面で、繰り返し録画の設定（毎日または曜日指定）を行った場合、2回目以降放送される番組が録画できない。
- ワンセグの録画予約編集画面で、「繰り返し録画」ありの設定を行い、繰り返し録画の2回目が始まる前に録画予約の変更などの操作を行った場合、録画が成功した後に待受画面の録画アイコンを選択すると、「録画失敗」と表示される場合がある。

- 一部のPanasonic製SDミニコンポでmicroSDに録音した音楽データを再生すると再生エラーが発生する。

上記不具合はソフトウェアアップデートによって修正された。
「P903iTV」　ソフトウェアアップデートのお知らせ

## 歴史
- 2006年10月12日: D903i・D903iTV・F903i・F903iX HIGH-SPEED・N903i・N902iL・P903i・P903iTV・P903iX HIGH-SPEED・SH903i・SH903iTV・SO903i・SIMPURE L1・SIMPURE N1の開発が発表
- 2006年11月24日：電気通信端末機器審査協会 (JATE)通過
- 2006年12月5日：技術基準適合証明 (TELEC) 通過
- 2007年2月23日：発売開始